# Manifiesto (álbum)
Manifiesto fue el noveno álbum de estudio del cantautor chileno Víctor Jara como solista, fue editado de manera póstuma, utilizando como base las grabaciones para el álbum Tiempos que cambian, que había quedado inconcluso. El álbum ha sido reeditado en diversas ocasiones y en distintos países, cambiando su nombre por los de: Presente (Francia), Canciones póstumas (España), entre otros, reemplazándose sus canciones por otras, e incluyéndose canciones adicionales.
En el álbum colabora el grupo chileno Inti Illimani y el músico chileno Patricio Castillo. Patricio Castillo perteneció hasta 1971 a Quilapayún, posteriormente se reintegró nuevamente a la banda, de manera definitiva, varios años más tarde. La mayoría de las canciones fueron compuestas por Víctor Jara, con excepción de «Aquí me quedo», compuesta junto con Patricio Castillo.
En abril de 2008, la edición chilena de la revista Rolling Stone situó a este álbum como el 32.º mejor disco chileno de todos los tiempos.

## Versiones
Este álbum posee diversas reediciones, con distintas carátulas, cambios de nombre y adición de canciones. La carátula original de Tiempos que cambian, incluía una fotografía de Víctor Jara en blanco y negro, de perfil, mirando hacia el lado derecho. Dicha imagen, luego fue reutilizada en 2001, por WEA Chile, para la edición de la Antología musical. Para la edición de Manifiesto de 2001, hecha por WEA Chile, se utilizó una imagen de Víctor Jara , con poncho con una roca de fondo.
La edición original es la edición inglesa de 1974, realizada por Joan Jara (viuda de Víctor Jara), en los estudios Abbey Road, de Londres, Inglaterra. En varias de las canciones recita el texto de las canciones de Víctor traducidas al inglés.
Después de los secretos funerales de Víctor Jara en septiembre de 1973, apenas nombrado en la prensa, solo indicando su muerte no su fusilamiento, su viuda y sus hijas Amanda y Manuela (hija de Patricio Bunster), huyen de Chile a Inglaterra. Varios discos vinilos de Víctor Jara y las grabaciones que tenía en el hogar para realizar el disco larga duración "Tiempos que cambian", son rescatados en las salas de grabación de Abbey Road. Las ediciones de otros países, al no ser de habla inglesa, no incluyen los textos recitados en inglés por Joan. En 2003, fue reeditado en CD, solo en Inglaterra.

## Lista de canciones
Toda la música compuesta por Víctor Jara, salvo que se indique lo contrario. 
| Manifiesto |                                                                                  |                                              |          |  |
| N.º        | Título                                                                           | Música                                       | Duración |  |
| 1.         | «Manifiesto»                                                                     |                                              | 4:29     |  |
| 2.         | «Cuando voy al trabajo»                                                          |                                              | 3:53     |  |
| 3.         | «El Pimiento»                                                                    |                                              | 3:55     |  |
| 4.         | «Vientos del pueblo»                                                             |                                              | 2:37     |  |
| 5.         | «Aquí me quedo»                                                                  | Pablo Neruda, Patricio Castillo, Víctor Jara | 3:01     |  |
| 6.         | «Caicaivilú (o La serpiente luminosa)» (single A, 1972)                          |                                              | 3:10     |  |
| 7.         | «Doncella encantada (o Huillimalón)» (single B, 1972)                            |                                              | 4:19     |  |
| 8.         | «La bala» (single A, 1972)                                                       | Popular Venezolana, Víctor Jara              | 5:10     |  |
| 9.         | «Qué lindo es ser voluntario» (single B, 1972)                                   |                                              | 3:28     |  |
| 10.        | «Marcha de los trabajadores de la construcción» (single A, 1973)                 |                                              | 3:27     |  |
| 11.        | «Parando los tijerales» (single B, 1973)                                         |                                              | 2:41     |  |
| 12.        | «Arauco» (con la Orquesta de la U. de Chile; Arr.: Mariano Casanova)             |                                              | 2:51     |  |
| 13.        | «Oficina abandonada» (con la Orquesta de la U. de Chile; Arr.: Mariano Casanova) |                                              | 3:00     |  |
| 14.        | «Vientos del pueblo» (version alternativa; Arr.: Sergio Ortega)                  |                                              | 2:25     |  |
| 15.        | «Aquí me quedo» (version alternativa; Arr.: Sergio Ortega)                       | Pablo Neruda, Patricio Castillo, Víctor Jara | 2:49     |  |
| 16.        | «El arado» (segunda versión, 1973)                                               |                                              | 3:26     |  |
| 54:41      |                                                                                  |                                              |          |  |

## Créditos
Relanzamiento de 2001:
- Patricio Castillo: canciones 1 a 3, 5
- Inti Illimani: canción 4

- Carlos Esteban Fonseca: adaptación y diseño
- Joaquín García: masterizado
- Patricio Guzmán, Antonio Larrea: fotografía